# Lovers and Other Strangers
Lovers and Other Strangers (Brasil: As Mil Faces do Amor ) é um filme estadunidense de 1970, uma comédia dirigida por Cy Howard, com roteiro baseado em peça teatral de Renee Taylor e Joseph Bologna.
O filme marca a estreia da atriz Diane Keaton nas telas e Sylvester Stallone aparece fazendo uma pequena figuração.

## Sinopse
O filme se passa na preparação do casamento de Mike Vecchio (Michael Brandon) e Susan Henderson (Bonnie Bedelia), mas entre todos os envolvidos, parece que os dois são os únicos felizes com a situação.

## Elenco
- Gig Young
- Cloris Leachman
- Anne Jackson
- Beatrice Arthur
- Richard Castellano
- Bonnie Bedelia
- Michael Brandon
- Harry Guardino
- Anne Meara
- Bob Dishy
- Marian Hailey
- Joseph Hindy
- Diane Keaton

## Principais prêmios e indicações
Oscar 1971 (EUA)
- Venceu na categoria de melhor canção original.
- Indicado nas categorias de melhor ator coadjuvante (Richard S. Castellano) e melhor roteiro adaptado.

Globo de Ouro 1971 (EUA)
- Indicado na categoria de melhor filme - comédia/musical.